# ميشيل ميديشي
ميشيل ميديشي (بالإنجليزية: Michele Medici)‏ (و. 1782 – 1859 م) هو عالم تشريح، وعالم وظائف الأعضاء، ولد في بولونيا، توفي في بولونيا، عن عمر يناهز 77 عاماً.